# Sean Combs
Sean John Combs (sinh ngày 4 tháng 11 năm 1969), nghệ danh: Diddy, Puff Daddy và P. Diddy, là nam ca sĩ, rapper, nhà sản xuất nhạc người Mỹ. Trong sự nghiệp của mình, ông đã giành được ba giải Grammy cũng như góp phần khám phá và phát triển tài năng của một số nghệ sĩ như The Notorious B.I.G., Mary J. Blige và Usher. Vào tháng 9 năm 2024, ông bị bắt với các tội danh kiếm tiền bất hợp pháp và buôn bán tình dục.
Sinh ra ở Harlem và lớn lên ở Mount Vernon, thành phố New York, Combs ban đầu làm nghề quản lý nghệ sĩ tại hãng đĩa Uptown Records, sau đó tự lập hãng đĩa riêng, Bad Boy Records, năm 1993. Ông bắt đầu sự nghiệp thu âm sau khi ký hợp đồng thành công với the Notorious B.I.G., một nghệ sĩ trẻ mà ông làm quản lý kiêm hype man (người chuyên hát bè cũng như giúp nghệ sĩ cổ động khán giả). Năm 1997, Combs ra mắt album phòng thu đầu tay No Way Out (1997) và nhận được khen ngợi khi đứng hạng nhất Billboard 200 và được bảy lần chứng nhận bạch kim từ Hiệp hội Công nghiệp Ghi âm Hoa Kỳ. Hai đĩa đơn từ album là "Can't Nobody Hold Me Down" và "I'll Be Missing You" đều đạt hạng nhất Billboard Hot 100, trong đó "I'll Be Missing You" là bài hát hip hop đầu tiên làm được điều này. Hai album kế tiếp là Forever (1999) và The Saga Continues... (2001) đều đạt hạng 2, trong khi album thứ tư, Press Play (2006) đạt hạng nhất Billboard 200. Combs sau đó lập ban nhạc Diddy – Dirty Money với ca sĩ R&B Kalenna Harper và Dawn Richard để phát hành tuyển tập hợp tác Last Train to Paris (2010), album đạt hạng 7 Billboard. Album phòng thu thứ năm The Love Album: Off the Grid phát hành năm 2023, nhận được đánh giá và thành công ở mức trung bình.
Combs cũng là nhà sản xuất cho sê-ri truyền hình thực tế Making the Band của đài MTV. Năm 1998, ông ra mắt cửa hàng thời trang riêng mang tên Sean John. Thương hiệu từng được đề cử giải "Thiết kế Trang phục nam của Năm" của Hội Nhà thiết kế Trời trang Mỹ năm 2000 và sau đó thắng hạng mục này năm 2004. Từ năm 2007 - 2023, Combs là đại sứ thương hiệu cho hãng đồ uống Cîroc. Năm 2013, ông đồng sáng lập kênh truyền hình Revolt. Combs là một trong những nghệ sĩ giàu nhất thế giới với tổng tài sản ước tính 1 tỷ đô la Mỹ vào năm 2022.
Cuối năm 2023, bạn gái cũ, nữ ca sĩ Cassie Ventura, đệ đơn tố cáo Combs tội bạo lực tình dục. Hai bên đã có hòa giải và bồi thường. Bắt đầu từ thời điểm này, nhiều cá nhân cũng đã tố cáo Combs tội quấy rối tình dục xảy ra trong khoảng thời gian từ năm 1991 tới 2009. Tính tới tháng 10 năm 2024, số đơn kiện vẫn tiếp tục tăng dần.
Tháng 3 năm 2024, Bộ An ninh Nội địa Hoa Kỳ đã tiến hành kiểm tra một số tư gia có liên quan tới nam ca sĩ để điều tra vụ việc. Tháng 5, một đoạn video bị lộ ra cho thấy Combs đã hành hung Cassie, sự việc khiến ông phải đăng video xin lỗi công khai. Tháng 9, Combs chính thức bị tòa án liên bang ở Manhattan kết tội buôn bán tình dục, kiếm tiền bất hợp pháp, cũng như "tạo lập một tổ chức tội phạm để bạo hành, đe dọa, cưỡng ép phụ nữ và những người có liên quan, từ đó thỏa mãn ham muốn tình dục, bảo vệ danh tiếng và che đậy tội ác bản thân". Combs kháng cáo và hai lần xin bảo lãnh nhưng đều không được chấp thuận. Ông hiện bị giam tại nhà giam ở quận Brooklyn.

## Tiểu sử
Sean John Combs sinh ngày 4 tháng 11 năm 1969 ở khu Harlem của Thành phố New York và lớn lên ở Mount Vernon. Mẹ ông, Janice Combs (nhũ danh: Smalls) là người mẫu kiêm trợ giảng, cha ông, Melvin Earl Combs từng phục vụ trong Không quân Hoa Kỳ. Thời trẻ, Melvin có dính líu tới trùm buôn ma túy Frank Lucas, ông bị bắn chết năm 33 tuổi khi đang ở ngồi trong xe ô tô ở Công viên Central Park West, khi đó Combs mới 2 tuổi.
Combs lớn lên trong môi trường Công giáo, từng làm giúp lễ trong nhà thờ. Năm 1987, ông tốt nghiệp Học viên Công giáo Mount Saint Michael dành cho nam sinh. Trong quá trình học, ông từng chơi bóng và được đặt biệt danh là "Puff", như trong "huff and puff", có nghĩa là "hùng hổ".
Combs từng học ngành kinh doanh tại Đại học Howard nhưng bỏ dở sau năm thứ hai.

## Danh sách album

### Album phòng thu
- No Way Out (1997)
- Forever (1999)
- The Saga Continues... (2001)
- Press Play (2006)
- Last Train to Paris (2010)
- The Love Album: Off the Grid (2023)

## Lưu diễn
- No Way Out Tour (1997–1998)[29][30]
- Forever Tour (2000)[31]
- The Heavyweights of Hip-Hop (với Snoop Dogg) (2007)[32]
- Bad Boy Family Reunion Tour (2016)[33]